# Ziortza Isasi
Ziortza Isasi Cristobal (Elorrio, 5 agosto 1995) è una ciclista su strada e pistard spagnola, di origine basca, che corre per il team Abadiño Cycling Academy. È attiva a livello Elite dal 2014.

## Palmarès

### Strada
- 2018 (Sopela Women's Team, una vittoria)

1ª tappa Vuelta a Burgos Feminas (Medina de Pomar > Medina de Pomar)

### Pista
- 2015

Campionati spagnoli, Inseguimento a squadre (con Ana Usabiaga, Irene Usabiaga e Naia Leonet)
- 2016

Campionati spagnoli, Inseguimento a squadre (con Ane Iriarte, Eukene Larrarte e Irene Usabiaga)
- 2017

Campionati spagnoli, Inseguimento a squadre (con Ane Iriarte, Ana Usabiaga e Irene Usabiaga)
- 2019

Campionati spagnoli, Inseguimento a squadre (con Aroa Gorostiza, Ana Usabiaga e Irene Usabiaga)
- 2020

Campionati spagnoli, Inseguimento individuale
- 2022

Fiorenzuola, Corsa a punti
Campionati spagnoli, Inseguimento individuale
- 2023

Campionati spagnoli, Corsa a punti
- 2024

Campionati spagnoli, Inseguimento individuale

## Piazzamenti

### Competizioni mondiali
- Campionati del mondo su strada

Fiandre 2021 - Cronometro Elite: 35ª
Fiandre 2021 - Staffetta mista: 11ª
- Campionati del mondo su pista

Saint-Quentin-en-Yvelines 2022 - Inseguimento a squadre Elite: 12ª
Saint-Quentin-en-Yvelines 2022 - Inseguimento individuale Elite: 20ª
Saint-Quentin-en-Yvelines 2022 - Corsa a punti Elite: 18ª
Glasgow 2023 - Corsa a punti Elite: 18ª
Ballerup 2024 - Inseguimento a squadre Elite: 9ª

### Competizioni continentali
- Campionati europei su strada

Alkmaar 2019 - In linea Elite: ritirata
Plouay 2020 - In linea Elite: ritirata
Trento 2021 - In linea Elite: ritirata
Monaco di Baviera 2022 - Cronometro Elite: 24ª
Monaco di Baviera 2022 - In linea Elite: 77ª
- Campionati europei su pista

Atene 2015 - Inseguimento a squadre Under-23: 5ª
Atene 2015 - Scratch Under-23: 19ª
Montichiari 2016 - Inseguimento individuale Under-23: 11ª
Montichiari 2016 - Inseguimento a squadre Under-23: 8ª
Anadia 2017 - Corsa a eliminazione Under-23: 3ª
Anadia 2017 - Omnium Under-23: 10ª
Anadia 2017 - Americana Under-23: 7ª
Plovdiv 2020 - Inseguimento a squadre Elite: 4ª
Plovdiv 2020 - Corsa a punti Elite: 10ª
Monaco di Baviera 2022 - Inseguimento a squadre Elite: 9ª
Monaco di Baviera 2022 - Inseguimento individuale Elite: 15ª
Monaco di Baviera 2022 - Corsa a punti Elite: 14ª
Drenthe 2023 - Corsa a punti Elite: 15ª
Apeldoorn 2024 - Inseguimento a squadre Elite: 9ª